# Robert Pappert
Robert Pappert (* 12. Februar 1930 in Hausen (Obertshausen); † 20. März 2010 in Obertshausen) war ein deutscher Komponist.

## Leben
Robert Pappert erhielt von 1941 bis 1950 eine Ausbildung am Konservatorium Offenbach am Main, bei Karl Hartmann in Frankfurt am Main und am Institut für Kirchenmusik Mainz. Dort legte er das Examen als Chorleiter und Organist ab.
Er war Gründer und künstlerischer Leiter des Kammerchores Hausen, mit dem er auf internationalen Chorwettbewerben in Arezzo, Gorizia und Tolosa 1. Preisträger wurde. Dieser Chor hat sich 1998 aufgelöst. Die Wettbewerbe, Festivals und Konzertreisen nach Europa, Nord- und Südamerika sowie Asien beeinflussten seine kompositorische Tätigkeit. Er schrieb seine Kompositionen für alle Chorgattungen und für Chöre verschiedener Qualifikation. Robert Pappert war Leiter des Vokalensembles Die Nussknacker. Sie traten von 1955 bis 1964 als Doppelquartett und bis 1972 als Quartett auf, bei Schallplatten-Produktionen solistisch und als Background-Chor, und wirkten bei Fernsehproduktionen mit.
Als Juror war er bei nationalen und internationalen Chorwettbewerben tätig. Er war Mitglied im Fachverband deutscher Berufs-Chorleiter. Der Dirigent von Jugend-, Frauen-, Männer- und gemischten Chören ist Komponist von etwa 1400 Chormusikstücken.

## Auszeichnungen
- 1975: Silberne Kulturplakette der Stadt Alzenau
- 1979: Kulturpreisträger des Kreises Offenbach
- 1981: Bundesverdienstkreuz am Bande
- 1984: Verdienstmedaille in Gold der Stadt Obertshausen
- 1996: Karl-Friedrich-Leucht-Medaille des Maintal-Sängerbundes
- 1997: Ehrenbürgerschaft von Obertshausen